# Praealticus margaritatus
Praealticus margaritatus är en fiskart som först beskrevs av William Converse Kendall och Lewis Radcliffe 1912.  Praealticus margaritatus ingår i släktet Praealticus och familjen Blenniidae. Inga underarter finns listade i Catalogue of Life.